# Jaskinia nad Matką Boską
Jaskinia nad Matką Boską, Schronisko (Jaskinia) nad Matką Boską (Doktora Meyera) – jaskinia w Dolinie Mnikowskiej we wsi Mników, w województwie małopolskim, w powiecie krakowskim, w gminie Liszki. Pod względem geograficznym znajduje się na Garbie Tenczyńskim na południowym skraju Wyżyny Krakowsko- Częstochowskiej.

## Opis obiektu
Jaskinia znajduje się w orograficznie prawych zboczach Doliny Mnikowskiej, po lewej stronie (patrząc od dołu) i nieco powyżej namalowanego na skale obrazu Matki Bożej Skalskiej. Ma cztery otwory. Główny, o wschodniej ekspozycji, ma wysokość 7 m, szerokość 5 m, a skała nad nim tworzy coś w rodzaju mostu skalnego. Za otworem jest wysoki tunel o długości 19 m. W głąb skały odchodzą od niego trzy równoległe korytarze, które utworzyły się na pęknięciach skały. Ich końce zamknięte są zaciskami. W skałach wznoszących się nad obrazem Matki Boskiej znajdują się dwa okna skalne, a pod nimi są skalne progi o wysokości 3 i 5 m.
Jaskinia utworzyła się poniżej zwierciadła wód w wapieniach skalistych z jury późnej. Ma nacieki w postaci skonsolidowanego mleka wapiennego i wyschniętych grzybków jaskiniowych. Namulisko ostało się tylko w równoległych korytarzach wnikających w południowym kierunku w skałę. Główna część jaskini jest widna, na ścianach rozwijają się tutaj mszaki i paprocie. Wśród mszaków są to mchy miechera spłaszczona, miechera kędzierzawa, miedziówka poplątana i wątrobowiec płaszczynka przerywana, wśród paproci zanokcica skalna i paprotnica krucha. Na dnie jaskini rośnie rzeżusznik piaskowy, siewki leszczyny i wątrobowiec stożka ostrokrężna. Boczne korytarze są ciemne. Stwierdzono w nich występowanie motyla szczerbówka ksieni i ośmiu gatunków pająków: sieciarz jaskiniowy, Amaurobius fenestralis, Histopona torpida, Lepthyphantes leprosus, Porrhomma convexum, Nesticus cellulanus, Phrurolithus festivus, Leiobunum rupestre.
Jaskinia znajduje się w rezerwacie przyrody i nie jest dostępna turystycznie.

## Historia poznania
Jaskinia jest znana od dawna i często odwiedzana. W literaturze po raz pierwszy wzmiankował ją A. Kirkor w 1876 roku. W 1881 roku jej namulisko wybrał Gotfryd Ossowski w trakcie badań archeologicznych. Sporządził opis i plan jaskini, oraz zaprezentował znalezione w niej wyroby z kości i skały wapiennej. Po burzliwej dyskusji w środowisku naukowym zostały one uznane za falsyfikaty. M.in. sprawę tych falsyfikatów opisuje W. Demetrykiewicz w 1930 r. i T. Reyman w 1933. W 1951 jaskinię ponownie opisał Kazimierz Kowalski, wykorzystując plan sporządzony przez G. Ossowskiego. W 1982 r. E. Sanocka-Wołoszynowa badała florę pajęczaków w jaskini. W listopadzie 1999 r. nowy plan i opis jaskini sporządzili A. Górny i M. Szelerewicz, plan opracował M. Szelerewicz.

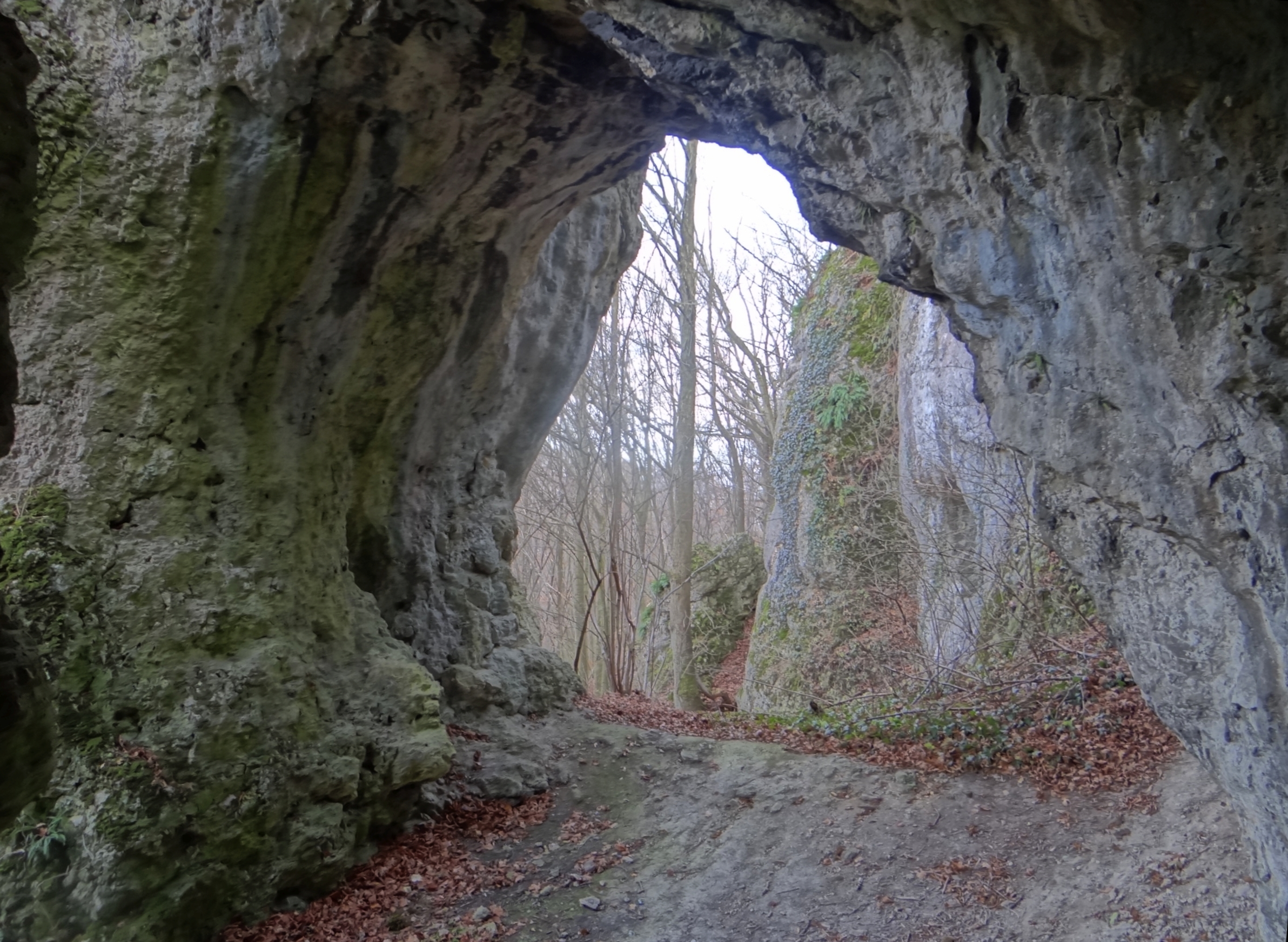
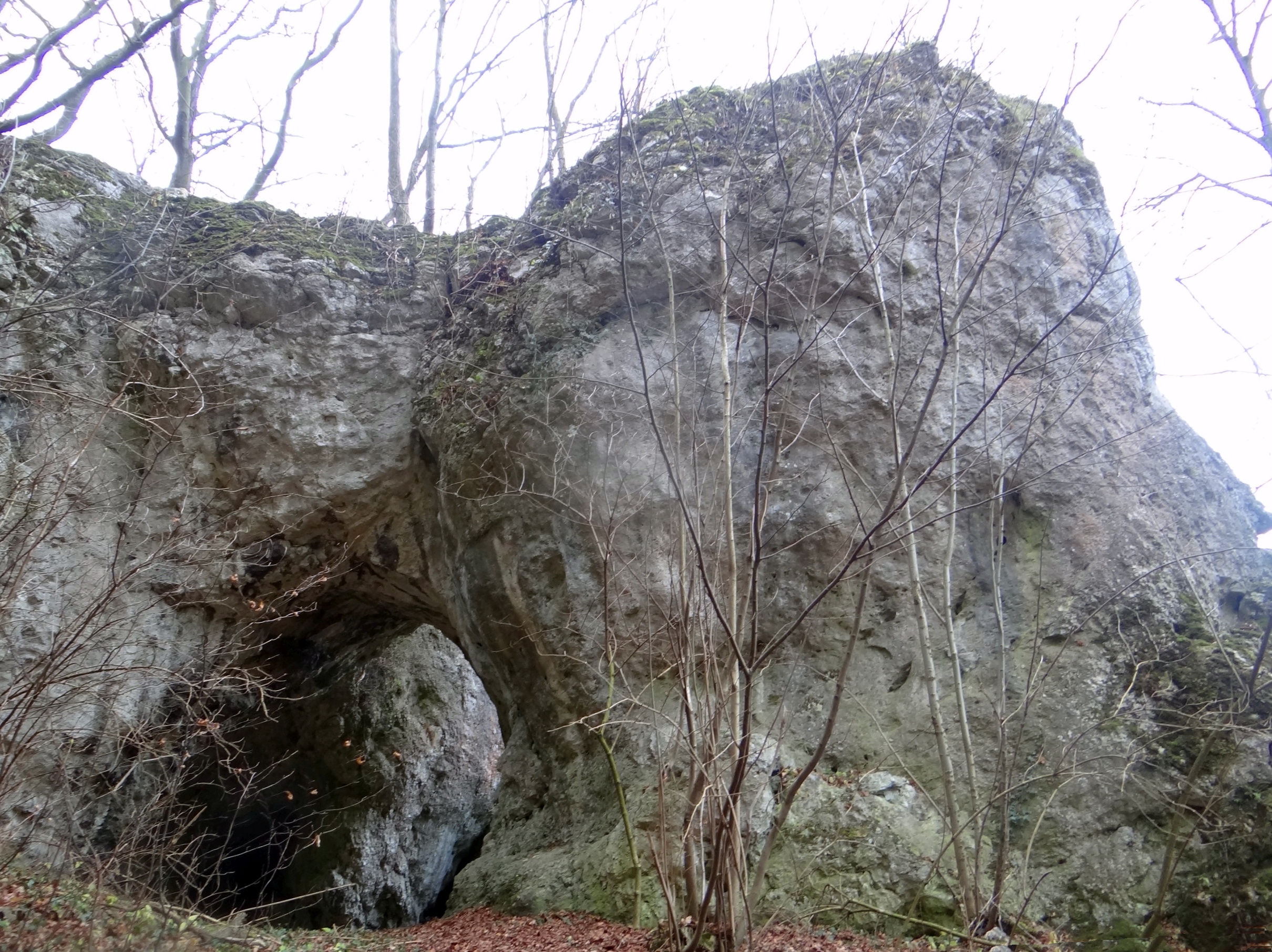
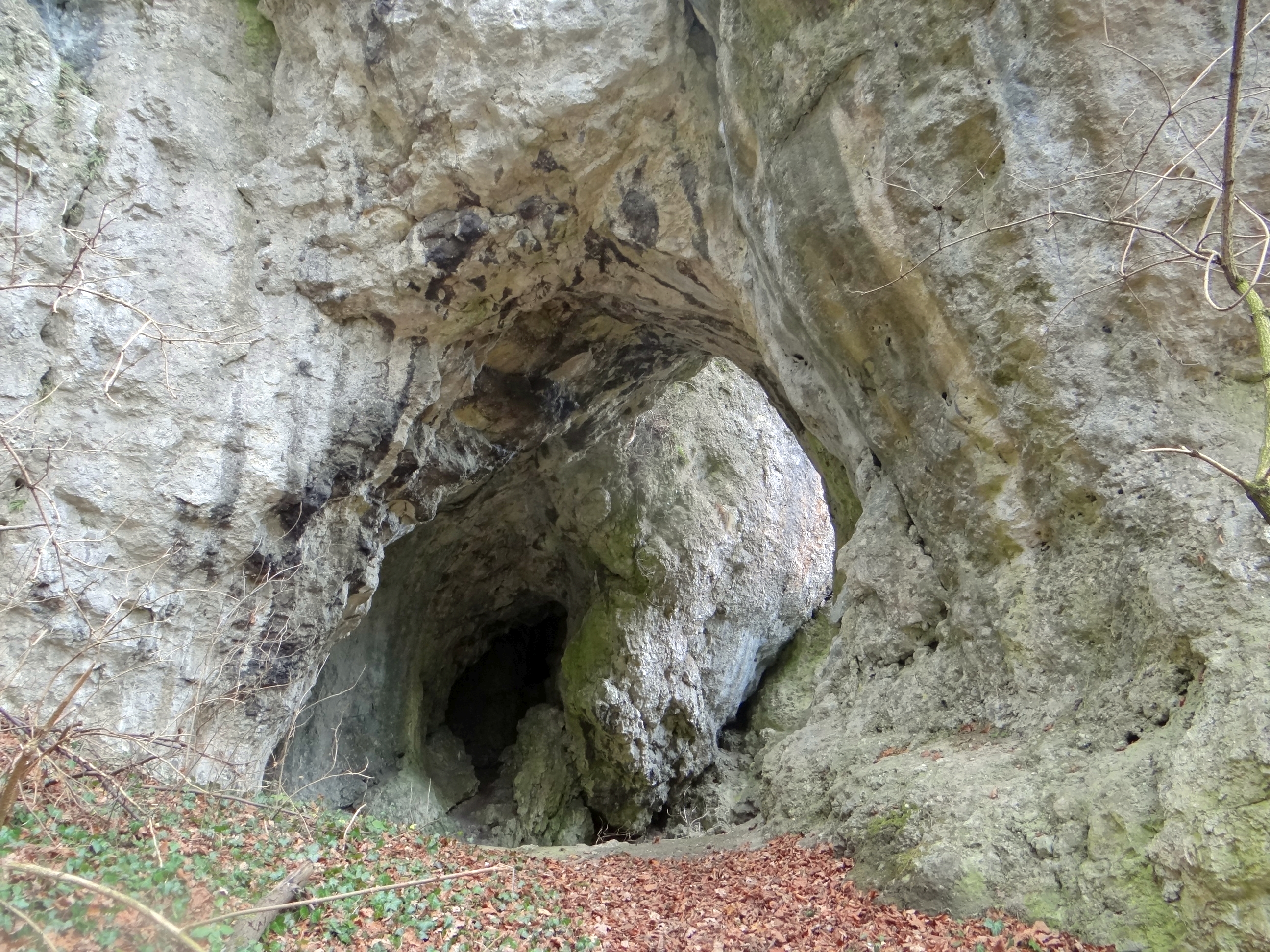
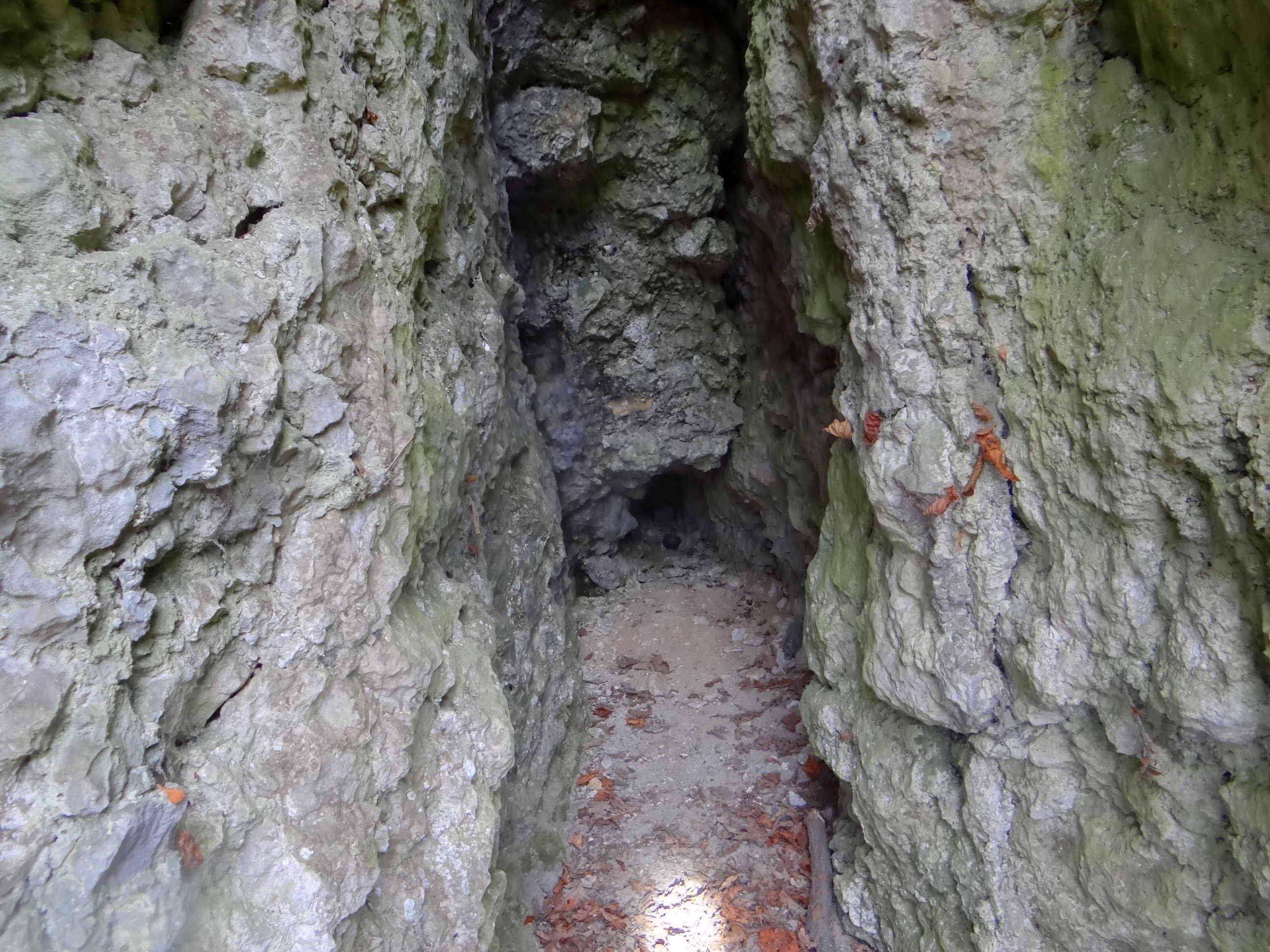
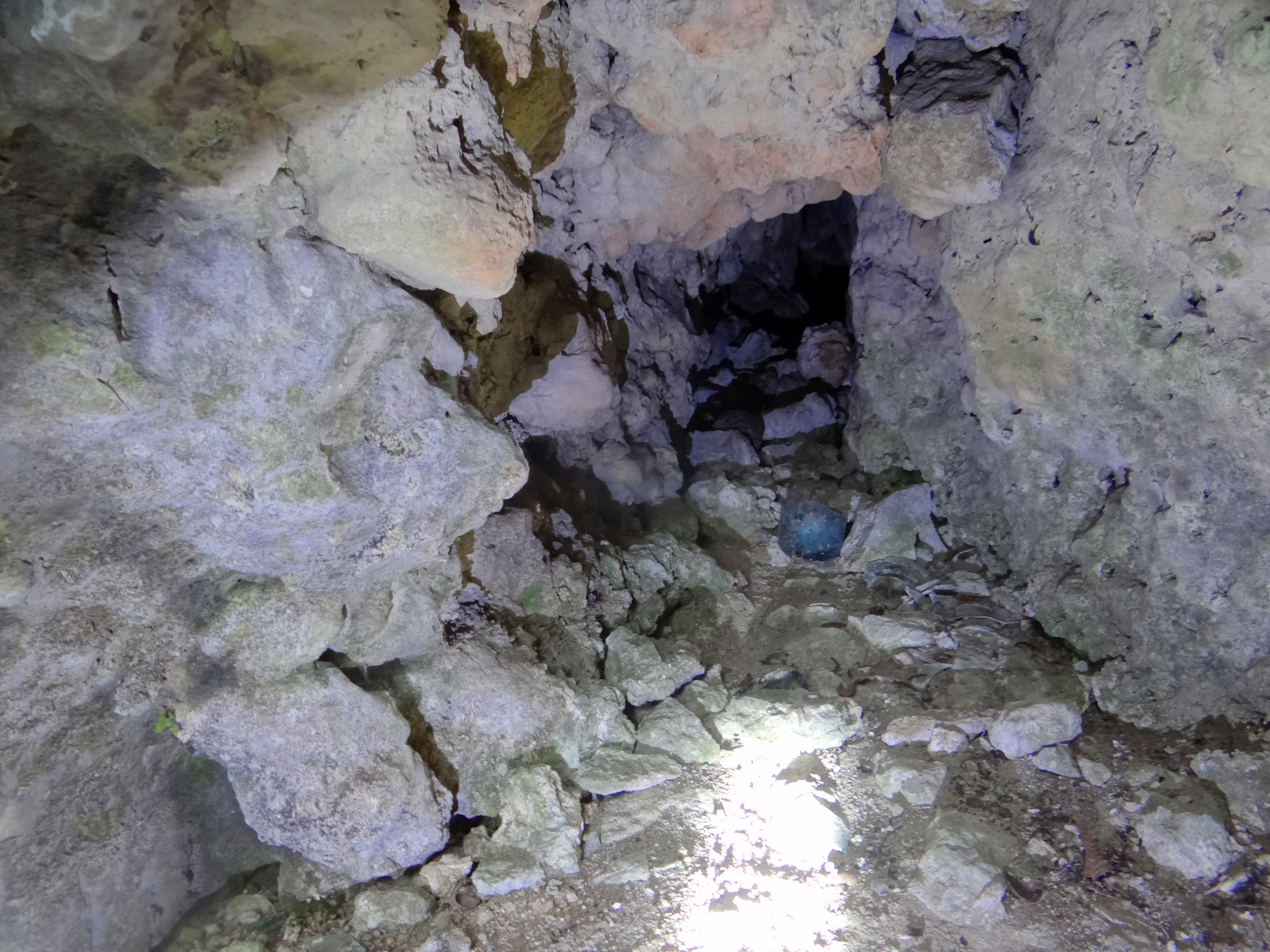
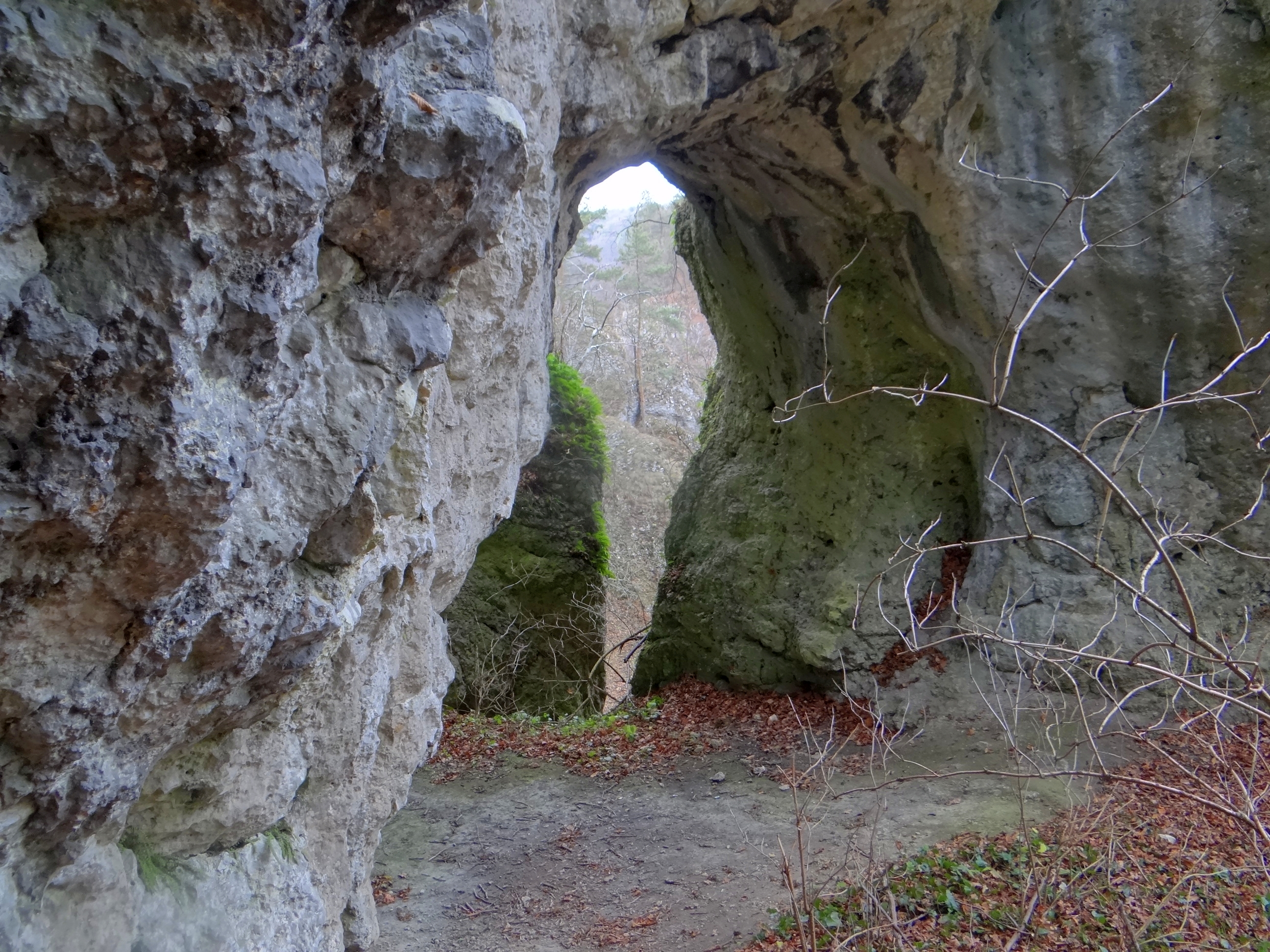
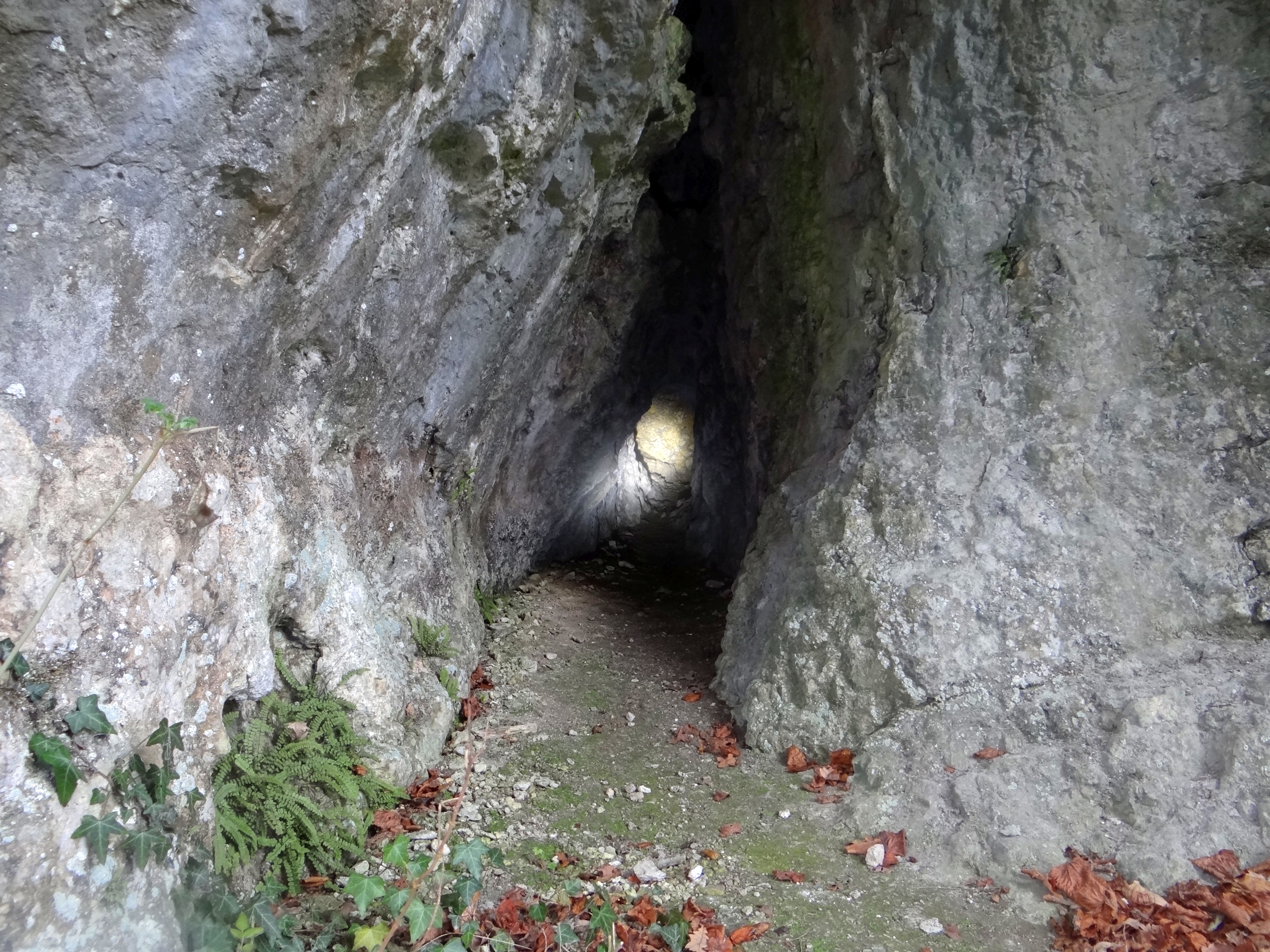
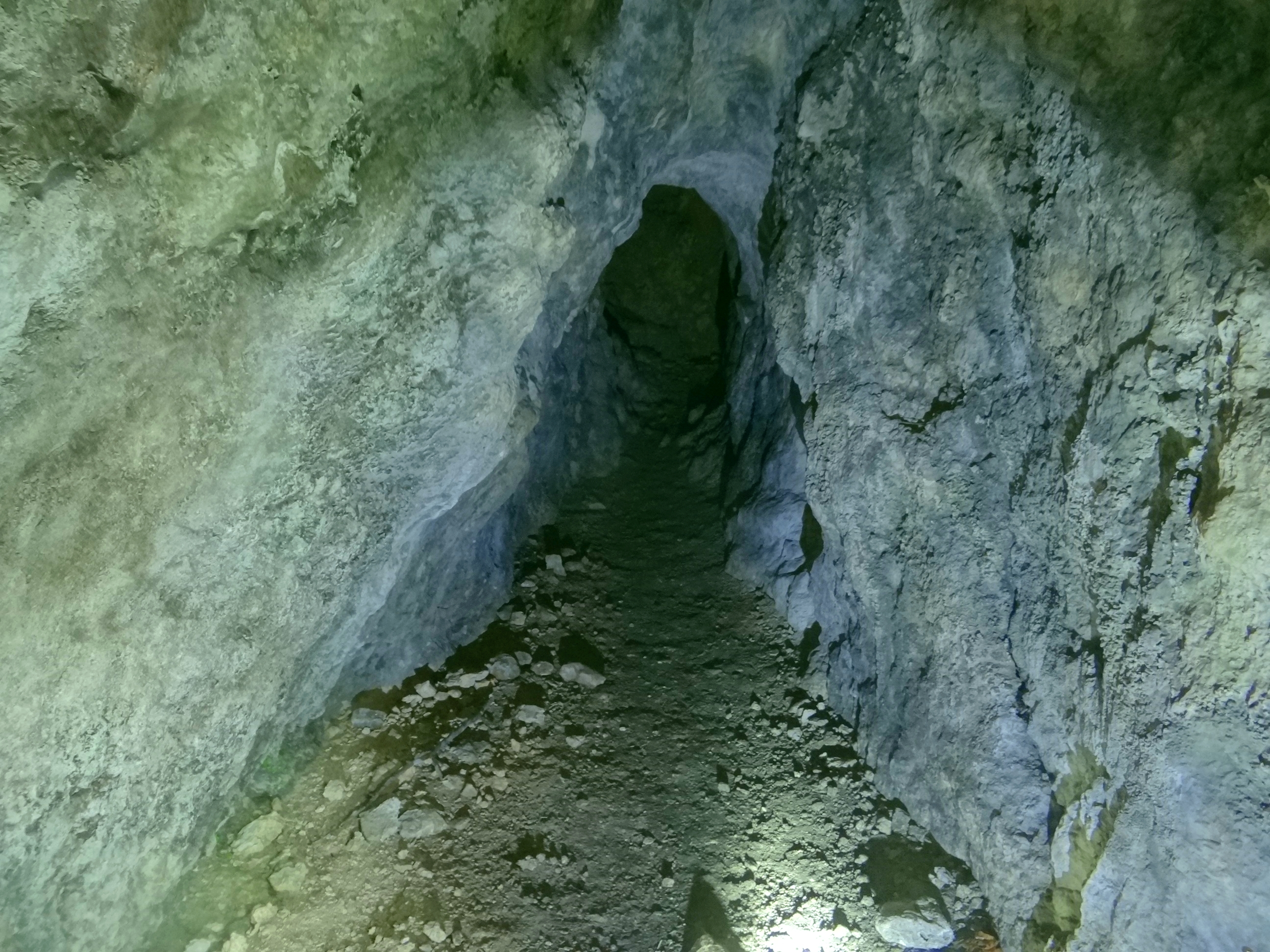